# Melodier vi minns (typ)
Melodier vi minns (typ) är en minisamlingsskiva med fyra svenska punkband som gör cover på fyra gamla punkklassiker.

## Spårlista
| 1. Greta Kassler - Hon får 2. Snorting Maradonas - Punkskolan 3. Varnagel - Allinge Texas 4. Sällskapsresan - Dom får aldrig mig! | med original av Dia Psalma. med original av De Lyckliga Kompisarna. med original av Räserbajs. med original av Asta Kask. |